# らくだ (落語)
『らくだ』は、古典落語の演目。上方落語の演目の1つである。人物の出入りが多い上に、酔っ払いの芝居が入るなど演者へ高い技量が要求され、よく「真打の大ネタ」と称される。題名は、主人公のあだ名を表すが（上方では「らくだの卯之助」、東京では「らくだの馬」）、登場した時には既に死人であるという、他に例のない話である。

## 解説
本題は『駱駝の葬礼（そうれん）』。上方落語の4代目桂文吾が完成させ、大正時代に3代目柳家小さんが東京へ移植した。当時、小さんが本郷の若竹亭という寄席でよくかけていたため（3代目桂米朝は日本橋茅場町の宮松亭であっただろうと述べている）、「若竹（宮松）へ行けばらくだの尾まで聞け」という、川柳ができるほど流行した。
「ラクダ」というあだ名については、1821年（文政4年）、両国で見世物になっていたラクダに由来する。このラクダはオランダ商人から幕府へ献上されることになったが不要とされたため、ヤン・コック・ブロンホフが遊女の糸萩に贈ったもので、実際には香具師が引き受けて見世物となり評判になっていた。砂漠でその本領を発揮するラクダだが、それを知らない江戸っ子達は、その大きな図体を見て「何の役に立つんだ？」と思ったらしい。そこで、図体の大きな人や、のそのそした奴をラクダになぞらえて表現したことが下敷きになっている。
東京では5代目古今亭志ん生、8代目三笑亭可楽、6代目三遊亭圓生、上方では戦中、戦後は4代目桂文團治、4代目桂米團治、6代目笑福亭松鶴が得意としたが、その中でも、6代目松鶴の『らくだ』は特に評価が高い。3代目古今亭志ん朝は、若き日に、7代目立川談志とともに来阪した際に、松鶴の『らくだ』を見て、そのあまりの完成度の高さに、しばらく二人とも口がきけなかったと述懐している。3代目桂米朝も『らくだ』を演じているが、松鶴存命中はあえて演じなかった。また、6代目松鶴から稽古を付けられた4代目林家小染は1979年に初の独演会でこれを演じ、見ていた松鶴は感涙したという（ただし、中入りの対談でダメ出しはしている）。
松鶴自身『らくだ』を物にするにはかなりの苦労があった。若い頃演じた時は、始め勢いがあったのが終わり近くの葬礼あたりで目に見えて力が落ち散々な出来となり、居合わせたお囃（はや）しの林家とみらは声も掛けられなかった。そんな研鑽を経て、1969年（昭和44年）12月17日大阪大淀ABCホールでの「第38回上方落語をきく会」と1973年（昭和48年）6月12日、大阪難波高島屋ホールでの「第50回上方落語を聞く会」で演じた『らくだ』は松鶴にとって双璧といえる出来であった。特に後者はライバルの桂米朝との二人会という事情もあり、力のこもったものであった。
2005年以降、笑福亭鶴瓶が取り組み始めたが、これは松鶴の弟子なら『らくだ』は避けては通れないとの周囲の声に押されたものである。鶴瓶は作者を3代目桂文吾と思い込み、17年間その墓所（自身の師匠である笑福亭松鶴と同じ）に参拝し続けていたが、2021年になって4代目桂文吾が実の作者であることを知ったという逸話がある。また笑福亭鶴光は、本作品を（『高津の富』『三十石』『一人酒盛』『天王寺詣り』と並んで）「笑福亭一門」の「いわば必修科目」に挙げながら、師である6代目松鶴の口演に接した経験から2008年の著書では「『らくだ』だけはやらない。どう考えたってこのネタは絶対できない。無理。」と記していたが、2010年代に入ってからは演じるようになっている。その他にも3代目桂雀三郎の口演が有名。古いところでは、初代桂春團治の録音がSPレコードで残っている。
終盤に登場する火屋（火葬場）の所在地は、江戸では落合、上方では千日前となっている。
歌舞伎化（岡鬼太郎脚色『眠駱駝物語』）され、初代中村吉右衛門の久六は当たり役となった。この作品は榎本健一によって『らくだの馬さん』の題名で上演されていて、榎本の久六と中村是好の馬の配役で人気を集めた。また2009年には主演、大滝秀治、演出、山下悟でも舞台化されている（劇団民藝）。
TBSドラマで『大岡越前』は「らくだが死んだ」（第8部17話）を、東芝日曜劇場は「放蕩かっぽれ節」を脚色された。
都筑道夫は『なめくじ長屋捕物さわぎ』の一編「らくだ」（『からくり砂絵』収録）でこの落語をミステリに仕組んでいる。
また富岡多恵子の短篇小説「動物の葬禮（そうれん）」は「らくだ」を下敷きにしている。
中島らもは、短編『寝ずの番』で、笑福亭松鶴をモデルにした笑満亭橋鶴の通夜に、弟子たちが、演目『らくだ』に因んで橋鶴の遺体で「かんかんのう」を踊らせるという場面を描き、それを元にした同名の映画（監督マキノ雅彦）では、橋鶴（長門裕之）の遺体で、弟子たち（岸部一徳、笹野高史ら）が「かんかんのう」を踊らせるというシーンがある。

## あらすじ
（以下は江戸落語での演出に従う。〔 〕で括った人名・地名は上方落語での名称である。）
とある長屋に馬〔卯之助〕という乱暴者が住んでいる。なりが大きくてのそのそしているので「らくだ」と呼ばれ、長屋中に嫌われている。そのらくだの家に兄貴分の「手斧目の半次〔弥猛（ヤタケタ）の熊五郎、または脳天の熊五郎〕」がやってくるところから話が始まる。返事がないので入ってみると、らくだは前日食った河豚にあたって死んでいた。
葬儀を出してやりたいが金のない半次が考え込んでいると屑屋の久六〔固有名はなく単に「紙屑屋」とされている〕がやってきたので、室内の物を買い取ってもらおうとするが、屑屋が買えそうなものは何もない。
半次は久六を脅して無理矢理月番の所に行かせ、長屋の住人から香典を集めてくるよう言いつけさせる。気の弱い久六は乱暴な半次に逆らえない。
役目を終えて久六が戻ってくると、今度は大家の所に通夜に出す酒と料理を届けさせるよう命令される。もし大家が断ったら「死骸のやり場に困っております。ここへ背負ってきますから、どうか面倒を見てやってください。ついでに『かんかんのう』を踊らせてご覧にいれます」と言え、と半次に言われた久六は仕方なく大家の家に向かい、その通りのことを伝えるが、大家は相手にしない。久六が帰ってそのことを伝えると、半次は久六にらくだの死骸を担がせ、大家の所へ乗り込むと、かんかんのうの歌にあわせて死骸を文楽人形のように動かして見せる、本当にやると思っていなかった大家は縮み上がってしまい、酒と料理を出すよう約束する。
これで解放されると思った久六だが、今度は八百屋に行って棺桶代わりの漬物樽を借りてこいと命令される。しぶしぶ八百屋へ行き、らくだの死骸で大家を脅したことを伝えると、八百屋も怖れおののいて樽をくれる。
久六が戻ると大家の所から酒と料理が届いている。半次に強引に勧められてしぶしぶ酒を飲んだ久六だったが、酔いが回ると性格が豹変し、半次に対して暴言を吐き始めて立場が逆転してしまう。酒が無くなったと半次が言うと久六は「酒屋へ行ってもらってこい！　断ったらかんかんのうを踊らせてやると言え！！」と怒鳴りつける。
酔った二人はらくだの死骸を漬物樽に放り込んで荒縄でしばり、天秤棒を差し込んで二人で担ぎ、久六の知人がいる落合〔千日前〕の火葬場に運び込むが、道中で樽の底が抜けてしまったらしくらくだの死骸がない。探しに戻ると、橋のたもとで願人坊主（にわか坊主）がいびきをかいて眠っている。二人はそれを死骸と勘違いし、樽に押し込んで焼き場に戻るとそのまま火の中へ放り込んでしまった。
熱さで願人坊主が目を覚ます。
｢ここは何処だ！？」
｢焼き場だ、日本一の火屋（ひや）だ」
「うへー、冷酒（ひや）でもいいから、もう一杯頂戴……」

## 種類
全て演じると1時間近くなるため、時間の都合か、もしくは終盤になるにつれ笑いが減ってサゲが良くないとされるためか、久六の性格が豹変した辺りで切る場合が多い。
中でも異色なのが5代目古今亭志ん生の口演で、半次の登場から大家のところで死骸に「かんかんのう」を踊らせる件までをすっ飛ばしてしまい、その間の出来事は八百屋で久六に語らせてしまうという大胆なアレンジが加えられた。
らくだの死骸の髪の毛を剃刀で剃る件では、手に絡みついた髪の毛を歯で食いちぎったり、残った毛をむしり取ってしまう、頭皮を切ってしまい血が出るなど凄惨（せいさん）な演出がある。上方ではよく演じられているが、東京では8代目三笑亭可楽が演じているくらいである。
上方では、酔っ払った二人が死骸の入った桶を担いで「葬礼（ソウレン）や葬礼や。らくだの葬礼やァ」と奇声を上げながら街中を練り歩き、来かかった店に因縁をふっかけて、金をせしめる件ののち、火屋に着くという形をとっている。
東京ではらくだの遺骸を桶に入れて練り歩く演出をさまざまに工夫しており、2代目蝶花楼馬楽は、「あすこに見えるのは吉原だな。らくだも道楽が好きだったからなあ。・・・どうでえ。陽気に野辺送りと行こうじゃねえか。・・・いよ～。スチャラカチャンチャン。」と二人で色町の口三味線をしながら焼き場へ運ぶものであった。
七代目立川談志は、桶に押し込んだ願人坊主が暴れるので引っ張り出し、とどめを刺すために殴りつける。すると願人坊主が「こんなに瘤が出来ちまった」と嘆くと、「らくだじゃねえか」と返すサゲを作り出した。

### 派生作品
- 古今亭志ん生『らくだ　志ん生古典落語3』、川戸貞吉・桃原弘速記解説、新版・弘文出版、2000年。ISBN 487520-221-0
- 並木飛暁『小説 らくだ』、桂文治監修、二見書房、2020年。ISBN 4-576-20191-3
- 岡鬼太郎『眠駱駝物語』（新歌舞伎の戯曲）1928年、東京・本郷座で初演。